# Homeostáza
Homeostáze nebo také homeostáza (z řec. homoios, stejný, a stasis, trvání, stání) znamená samočinné udržování hodnoty nějaké veličiny na přibližně stejné hodnotě. U živých organismů je to schopnost udržovat stabilní vnitřní prostředí, které je nezbytnou podmínkou jejich fungování a existence, i když se vnější podmínky mění. Příkladem organické homeostáze je udržování acidobazické rovnováhy nebo tělesné teploty u homoiotermních organizmů. Kyberneticky se homeostáze vysvětluje jako záporná zpětná vazba, která na základě chybového signálu redukuje odchylky od normativní, správné hodnoty. Zařízení nebo systém, který takto funguje, se nazývá homeostat.
Koncept homeostáze v biologii popsal a publikoval francouzský fyziolog Claude Bernard roku 1865; pojem pochází od amerického fyziologa Waltera Bradforda Cannona, objevitele principu homeostázy (1932).

## Organický homeostat
Udržování řady veličin – například stupně pH tělních tekutin, vlhkosti, tělesné teploty aj. – ve velmi úzkých mezích je pro mnoho organismů nutná podmínka života. Podobně udržují živé buňky, tkáně i organismy více méně stálou hladinu různých látek ve svém těle, zbavují se přebytečných a přijímají ty, jichž se nedostává. Tak živočich reguluje hladinu glukózy v krvi, ledviny odvádějí přebytečnou vodu a další látky. Poruchy homeostatických mechanismů jsou příčinou řady nemocí (cukrovka, hypoglykemie aj.). Organické homeostaty jsou ve skutečnosti velmi složité a biolog Humberto Maturana proto navrhl, aby se pro ně pojem „homeostáze“ nepoužíval, protože skutečnost příliš zjednodušuje. Ve skutečnosti nejde o pouhé udržování či trvání, nýbrž o dynamické vyvažování; Maturana proto navrhl pojem homeodynamiky.

## Technické homeostaty

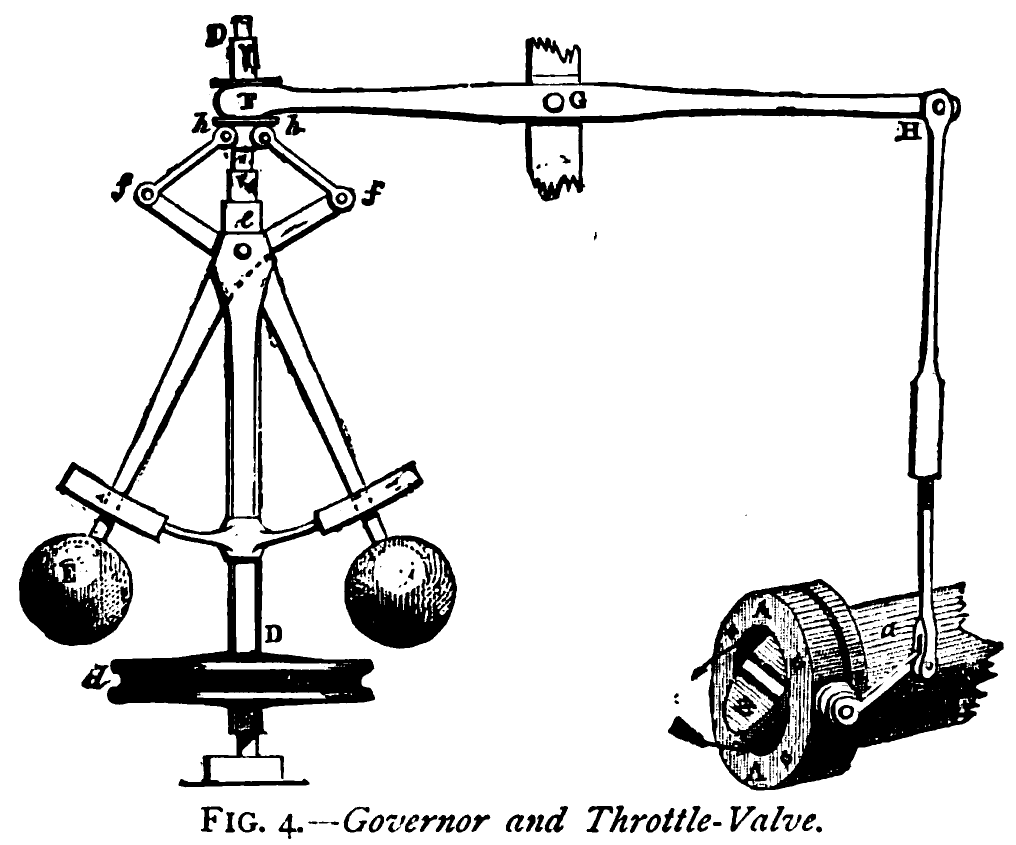
Wattův regulátor

Technický homeostat je zpětnovazebný regulátor, který vytváří chybový signál, tj. odchylku od žádoucí hodnoty, a přivádí jej na vstup tak, aby se odchylka zmenšila. Nejstarší známý příklad je Wattův regulátor parního stroje: když se zvýší otáčky stroje, odstředivá síla vynese závažíčka výš a tím přiškrtí přívod páry. Podobně fungují například termostaty, které při poklesu teploty automaticky zapnou topení (nebo v opačném případě chlazení). Technické homeostaty vždy pracují s chybovým signálem, začnou tedy působit až když odchylka přesáhne určitou mez.
Model homeostatu postavil Ross Ashby (1903 - 1972), anglický psychiatr, pionýr kybernetiky a studia komplexních systémů. Ashby byl jedním ze zakládajících členů Ratio Club, neformálního diskuzního kroužku psychologů, fyziologů, matematiků a inženýrů, kteří se scházeli během diskuzí o tehdy nové teorii kybernetiky. Klub založil v roce 1949 neurolog John Bates a byl aktivní do roku 1958. V roce 1946, Alan Turing napsal Ashbymu dopis, v němž jej vyzval, aby použil pro své experimenty jeho Automatic Computing Engine (ACE), místo aby konstruoval nový nástroj. V roce 1948 Ashby postavil se svými spolupracovníky homeostat, sestrojený ze 4 řídicích jednotek z použitých RAF bomb, elektronek a magnetických potenciometrů. Na straně deníku 2433 Ross zmiňuje poděkování Denisu a Grahamovi White, kteří přešli z The Burden Institute pomáhat. Denis vzpomíná, že jejich homeostat byl velmi těžký a že jej pomáhal nosit na setkání.

## Homeostáze v širším smyslu
Homeostáze se netýká pouze jedinců (biologická homeostáze), ale i celých společenství (ekologická homeostáze). Téměř všechny stabilní systémy, například ekologické, udržují nějaké homeostáze, například přizpůsobují rozmnožování dostupné potravě nebo mění své strategie podle vnějších podmínek. Známý britský chemik a ekolog James Lovelock vyslovil hypotézu Gaia, podle níž je i celá planeta jakýsi superorganismus, který udržuje stabilní podmínky pro život díky celkovým homeostázím. Lovelock to ukazuje na hypotetickém příkladě oživené planety, která udržuje stálou teplotu tím, že mění své albedo, míru absorpce slunečního záření.